# Indigofera lindheimeriana
Indigofera lindheimeriana är en ärtväxtart som beskrevs av Scheele. Indigofera lindheimeriana ingår i släktet indigosläktet, och familjen ärtväxter. Inga underarter finns listade i Catalogue of Life.